# Diocese de Tlapa
A Diocese de Tlapa (em latim: Dioecesis Tlapensis) é uma diocese da Igreja Católica localizada no município de Tlapa de Comonfort, no estado de Guerrero, pertencente a Arquidiocese de Acapulco no México. Foi fundada em 4 de janeiro de 1992 pelo Papa João Paulo II. Com uma população católica de 618.000 habitantes, sendo 97,8% da população total, possui 47 paróquias com dados de 2021.

## História

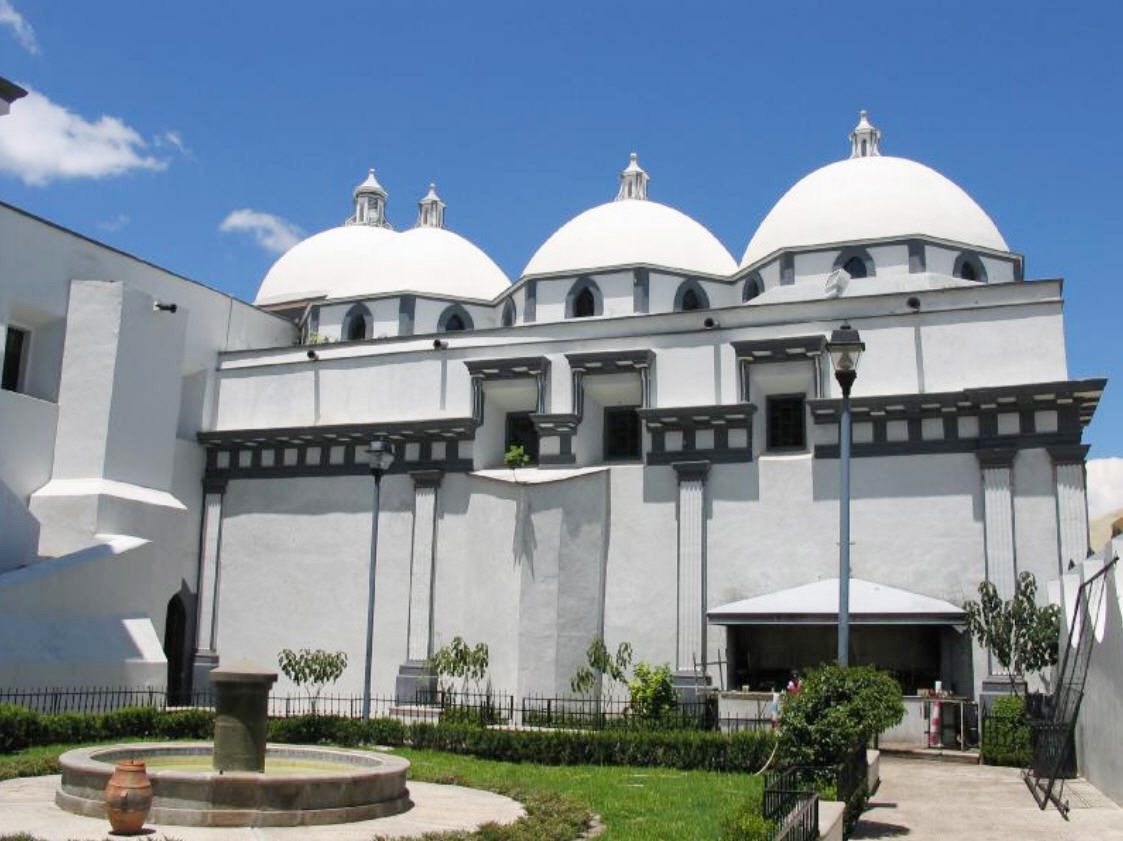
Convento de Santo Agostinho, no terreno da Catedral

Em 4 de janeiro de 1992 o Papa João Paulo II cria a Diocese de Tlapa através do território da Diocese de Chilpancingo-Chilapa.

## Bispos
A seguir uma lista de bispos desde a criação da diocese em 1992.
|                 | Nome                                   | Período         | Notas                                 |
| Bispos de Tlapa | Bispos de Tlapa                        | Bispos de Tlapa | Bispos de Tlapa                       |
| --------------- | -------------------------------------- | --------------- | ------------------------------------- |
| 3º              | Dagoberto Sosa Arriaga                 | 2012 - atual    |                                       |
| 2º              | Oscar Roberto Domínguez Couttolenc, MG | 2007 - 2012     | Nomeado bispo de Ecatepec             |
| 1º              | Alejo Zavala Castro                    | 1992 - 2005     | Nomeado bispo de Chilpancingo-Chilapa |